# 韓三明
韓 三明（ハン・サンミン、1971年 - ）は、中国の俳優である。

## 経歴
1971年、山西省汾陽市に生まれる。賈樟柯監督の『プラットホーム』と『世界』に出演。2006年の『長江哀歌』では、趙濤とともに主演を務めた。

## フィルモグラフィー

### 映画
- プラットホーム（2000年）
- 世界（2004年）
- 長江哀歌（2006年）
- 東（2006年）
- 罪の手ざわり（2013年）
- ジャ・ジャンクー、フェンヤンの子（2014年）